# 非洲科学院
非洲科学院（英语：African Academy of Sciences，AAS）成立于1985年，是非洲的一个不结盟、非政治性、非盈利、促进非洲科学技术发展的泛非洲科学组织。AAS的愿景是通过科学让非洲大陆的人们的生活发生改变。摩西·阿洛伯（Moses Alobo）被任命为非洲科学院应对2019新型冠状病毒疫情的负责人。

## 职责
它的任务是通过表彰学者和成就者来追求更高水平发展；为制定非洲大陆的战略和政策提供咨询和智囊团职能；实施影响发展与挑战的关键科学、技术和创新方案。AAS与非洲发展新伙伴关系（NEPAD）共同建立了非洲加速卓越科学联盟（AESA）。这是一个由非洲领导，以非洲为中心和非洲特定的平台，加速科学卓越，领导力和创新，并为实施科学，技术和创新计划提供服务。AAS通过选举AAS研究员和会员来表彰研究者的卓越成就。AAS还每两年将Obasanjo科学发现和技术创新奖授予为非洲大陆发展做出贡献的杰出科学家。AAS的研究员和会员是杰出的研究人员，他们代表了来自全球59个国家/地区的非洲大陆内外最有才华和最有前途的人。
研究员是可能生活在非洲大陆内外的非洲人，他们是由先前当选的AAS研究员根据其成就，包括他们的出版记录，创新，领导作用和对政策的贡献而选出的。会员有希望成为世界一流研究领导者的早期职业科学家。目前，AAS有62个分支机构，它们来自贝宁，喀麦隆，加纳，肯尼亚，尼日利亚，坦桑尼亚，南非和津巴布韦。
研究员组成了一个科学家社区，该社区准备与政府和决策者互动，以实现对非洲大陆未来的明智发展。科学院通过其智囊团职能，涵盖政策和倡导，识别，阐明和及时评估科学，技术和创新政策问题，以创建决策框架。该举措还为在主要利益相关者之间提供了一个交流思想和信息的强大的平台，以指导和宣传为举措，从而对整个非洲的科技创新发展产生积极影响。

## 历史
非洲科学院是由著名昆虫学家托马斯·R·奥迪安博（Thomas R. Odhiambo）在意大利的里雅斯特举行的世界科学院（TWAS）成立大会上提出的建议而成立的。奥迪安博领导了一个创建该科学院的工作队，该工作队在1985年12月10日召开的一次会议上提出了一些建议。与会者一致通过了这些建议，将会议变成大会，起草并通过了科学院的章程，该章程现已更新。出席大会的33名学员也成为科学院的创始成员。
科学院还制定并实施了从1989年至2005年的四项战略，重点是林业研究，生物技术，土壤和水管理，改善粮食生产以及政策和宣传。1988年，AAS创刊了《发现与创新》（Discovery and Innovation）杂志，该杂志侧重于科学的所有领域，一直持续到2012年。
最初，科学院没有资金来源，而是由志愿者运营。在1993年至1996年之间，纽约卡内基公司和洛克菲勒基金会帮助该组织建立了有效的机构和财务系统。2005年5月，肯尼亚政府对科学院给予了正式承认，并向其提供了总部设在肯尼亚的国际非政府组织的外交特权。它还授权在内罗毕卡伦地区拥有的2公顷（4.9英亩）场地上建设总部。尼日利亚政府提供了500万美元的捐款，用于支付建筑费用。截至2017年，AAS有来自59个非洲国家的396名研究员。
2011年2月28日，来自塞内加尔的艾玛杜·拉明·恩迪亚耶（Ahmadou Lamine Ndiaye）被任命为AAS主席，任期三年，取代了来自苏丹的穆罕默德·哈桑（Mohamed Hassan）。这是自AAS成立以来，第一位担任这一职位的法语人。恩迪亚耶称他希望振兴科学院，并且条件有利。他的目标是在非洲大陆建立英才中心，以法语和英语为母语的人可以开展联合研究计划。

## 治理
AAS受以下法规约束：
- 由AAS研究员组成的大会，是科学院的最高权力机构，它决定其总体政策，并监督理事会。
- 由大会选出15名成员组成理事会，每年召开两次会议，以制定和审查科学院的项目。